# Peter van Haasen
Peter van Haasen (Leiden, 21 juni 1960) is een Nederlands politicus. Sinds 6 december 2023 is hij lid van de Tweede Kamer namens de PVV.
Hij was van 29 maart 2018 tot 21 december 2023 lid van de gemeenteraad van Zaanstad voor de PVV. Vanaf 2 mei 2018 bekleedde hij de functie van fractievoorzitter. Namens de gemeente Zaanstad was hij sinds 2018 tot 19 december 2023 vertegenwoordiger en daarmee lid van de Vervoerregio Amsterdam (VRA). Tevens was hij in 2019 en 2023 kandidaat-statenlid voor de Provinciale Staten van Noord-Holland.
Hij is binnen de PVV-Tweede Kamerfractie onder andere woordvoerder op het dossier Koninkrijksrelaties. Dit dossier heeft betrekking op Aruba, Curaçao en Sint Maarten, die zelfstandige landen zijn binnen het Koninkrijk der Nederlanden, en op de 'bijzondere gemeenten' (Openbare Lichamen) van Nederland: Bonaire, Sint Eustatius en Saba, die gezamenlijk bekend staan als Caribisch Nederland (BES-eilanden).
Van Haasen is voorzitter van de Kunstcommissie en ondervoorzitter van de commissie Rijksuitgaven van de Tweede Kamer en (onbezoldigd) voorzitter van de Stichting PVV Zaanstreek.